# Caccobius nikkoensis
Caccobius nikkoensis là một loài bọ cánh cứng trong họ Bọ hung (Scarabaeidae).